# The Broomway

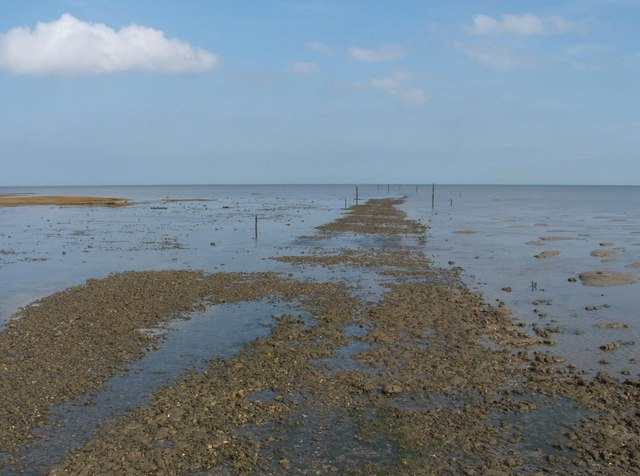
Ścieżka The Broomway

The Broomway – ścieżka nadmorska w hrabstwie Essex, w Anglii. Pieszy trakt biegnący wzdłuż wybrzeża przy ujściu rzeki Tamizy uważany jest za najbardziej niebezpieczny w Wielkiej Brytanii, podczas jego przemierzania życie straciło około stu osób. Długość ścieżki wynosi 9,7 km.

## Historia
Ścieżka The Broomway prowadzi tą samą trasą co najmniej od roku 1419, o czym świadczą co najmniej dwa zapisy w źródłach historycznych. Jeszcze w XX wieku droga była oznakowana przy pomocy 400 szczotek (ang. brooms) ustawionych w odległości od 30 do 60 metrów od siebie i wskazujących bezpieczną drogę po twardym piasku. Stąd pochodzi nazwa szlaku. Do roku 1932 The Broomway był, oprócz podróży łodzią, jedyną możliwością przedostania się na wyspę Foulness. Obecnie ścieżka jest nieoznaczona, prowadzi również przez obszar dawniej używany przez wojsko. Szacuje się, że przy przemierzaniu The Broomway zginęło w czasach historycznych co najmniej 100 osób; w rejestrze pogrzebowym wyspy Foulness od roku 1600 zanotowano 66 ofiar.

## Przebieg ścieżki
Całkowita długość ścieżki wynosi 9,7 km (6 mil), a czas przejścia przy spacerowym tempie nie przekracza czterech godzin. Ścieżka przebiega wzdłuż wschodniego wybrzeża Wielkiej Brytanii między ujściami rzek Crouch i Tamizy przez formację Maplin Sands. Łączy zamieszkaną przez 124 osoby wyspę Foulness ze stałym lądem. Ścieżka prowadzi przez płaskie połacie piasku, podczas przypływów zalewane wodą. Przy niekorzystnych warunkach pogodowych, podczas deszczu czy mgły istnieje możliwość zabłądzenia z uwagi na rozciągające się we wszystkich kierunkach piaski. Odległość ścieżki od lądu wynosi ok. 400 m.